# Test mental abrégé
Le test mentale abrégé (TMA) a été introduit par Hodkinson, en 1972, pour évaluer rapidement la possibilité de démence des patients âgés. Ses utilisations dans la médecine sont devenues un peu plus large, par exemple pour évaluer les cas de confusion et d'autres troubles cognitifs, mais il a surtout été validé pour les personnes âgées.

## Questionnaire
Les questions suivantes sont à poser au patient. Chaque bonne réponse rapporte un point. Un score de 7 à 8 ou moins, suggère une déficience cognitive au moment de l'essai, bien que d'autres test plus formels soient nécessaires pour confirmer un diagnostic de démence, de délire ou d'autres causes de déficience cognitive.
| Question | Score |
| --- | ----- |
| Quel est votre âge ? (1 point) |       |
| Quel est l'heure la plus proche du moment ? (1 point) |       |
| Donner au patient une adresse, et demandez-lui de la répéter à la fin de l'essai. (1 point) par exemple, 42 Rue Ouest                                                           |       |
| Quelle est l'année ? (1 point) |       |
| Quel est le nom du bureau ou du médecin que vous voyez aujourd'hui ? (1 point)                                                                                                  |       |
| Le patient peut-il reconnaître deux personnes (médecin, infirmière, aide à domicile, etc.) ? (1 point)                                                                          |       |
| Quelle est votre date de naissance ? (jour et mois suffisants) (1 point) |       |
| En quelle année se sont passées les attaques terroristes du 9/11 ? (1 point) (d'autres dates peuvent être utilisées, avec une préférence pour les dates passées de l'Histoire.) |       |
| Nom de l'actuel président des États-Unis. (1 point) |       |
| Compter à rebours de 10 à 1. (1 point) |       |